# Галера
Галерата (на английски: galley; на италиански: galera) е голям античен кораб с гребла. Някои автори употребяват това название като обобщаващо за всички кораби с гребла, но такъв подход не е общоприет.

## История
След краха на Римската империя в Средиземноморието възникват множество малки държави, които се борят за икономическо и военно надмощие. Морската търговия за тях има първостепенно значение. Република Венеция поема водеща роля в процеса на търговското корабоплаване и бързо натрупва богатства от тази дейност. Нейните кораби стават примамка за пиратите, сред които най-многобройни са арабските. Въоръжаването на търговските кораби се оказва недостатъчно за справяне с техните дръзки нападения. По тези причини през 7 век венецианците се нуждаят от бързи бойни кораби, които да са достатъчно големи, за да се справят с пиратските кораби. Въпреки историческата слава на гръцките триери и други подобни кораби с няколко реда гребла, венецианските корабостроители не приемат техния модел, защото преценяват, че те не са надеждни при вълнение поради отворите за греблата в бордовата обшивка и трудното синхронизиране на гребането от няколко реда гребци.
Новият кораб заимства опита на някои илирийски кораби, които имат един ред гребла по борда, като гребците са разположени над палубата. За да се движи големият кораб, са необходими големи гребла, а това налага на едно гребло да се поставят по няколко гребци. Името на кораба идва от галея – вече съществуващ гребен търговски кораб с един ред гребла.
Галерата изпълнява успешно поставената ѝ задача – да бъде военен и патрулен кораб за охрана на венецианската морска търговия. На първо място е възможността ѝ да изпълнява задачи при безветрие, когато ветроходите са безпомощни. Високо се оценяват и бойните ѝ възможности. Затова всички големи морски държави строят галери в продължение на няколко столетия. Голям брой галери построява и Османската империя, която развива военна експанзия в Средиземно море. През 1571̀ г. се стига до решително сражение на военните флотове, което става край Лепанто. От едната страна са корабите на Испания, Венеция и други християнски западноевропейски държави, а срещу тях – османските и пиратските кораби. Всяка от страните използва по близо 200 галери. Битката трае няколко часа и се отличава с крайна жестокост, а броят на загиналите се оценява като най-големият в морската история.
Венецианските галери стават все по-големи и получават пищна украса. Опитът в строителството им е използван във Франция, Русия и други страни. В Русия галерите се строят под ръководството на италиански майстори и получават името скампавеи. Галерите остават в строя на бойните кораби до XVIII, някъде до XIX век. За последен път галерите са използвани в сражение от руския флот през 1854̀г. в Балтийско море, като част от Кримската война. През същото столетие Франция закрива галерния си флот, но превръща корпусите на корабите в плаващи затвори.
Корабостроителите се научават да строят все по-големи кораби. През XVI век се появява нов тип кораб – галеас (galera grossa, galeazza), т.е. голяма галера. Той е с дължина 60 – 80 m, по-вместителен и в по-голяма степен използващ ветрилата, които вече са закрепени на три високи мачти. Типичната галера нараства по размери, но в нея възникват малко новости. Ветроходните бойни кораби стават по-мощни в боя, отколкото са галерите. Причината е, че ветроходите са въоръжени с много оръдия, докато на галерата няма място за тях заради греблата. Така настъпва краят на епохата на гребните кораби.

## Описание
Галерите съществуват като тип боен кораб в продължение на няколко столетия, вероятно по-дълго от който и да е друг тип. За това време конструкцията им естествено еволюира, като във всяко ново поколение корабите стават по-големи, по-здрави и по-добре въоръжени. През цялото време обаче, се запазват някои основни характеристики: корабите са много здрави, с дебели обшивки; греблата са разположени в един ред над основната палуба; ветрилата могат да се използват само при попътен вятър; надстройките са две – голяма жилищна на кърмата и малка „крепост“ на носа, използвана при бой. Корпусът е изработен изцяло от дърво, като при сглобяването се използват дървени щифтове.

### Задвижване
Първите галери са сравнително малки, с дължина около 30 m, с една мачта и с по един гребец на гребло. По-късно размерът на корабите се увеличава и мачтите вече са две. Венецианските галери в битката при Лепанто били два типа – стандартна и голяма. Стандартната имала дължина 42 m, ширина на основния корпус 5,1 m и максимална ширина с опорите на греблата 6,7 m. Надводният борд се издига на един метър над водната повърхност. Теглото на празната галера се оценява на 140 тона. Тя се задвижвала от два реда по 24 гребла, като на всяко работели по трима гребци. Екипажът ѝ се състоял от 10 офицери, 65 моряци и войници и 156 гребци. Голямата галера била с дължина 46 m и екипаж 120 души (без гребците).
На такива големи галери се поставят тежки (до 300 kg) и дълги (до 15 m) гребла, всяко от които се обслужва от три до шест и дори девет души. Горната част на греблото, намираща се вътре в кораба, има вид на цилиндър (валяк) с оловна сърцевина. За захващане са поставени метални скоби. Гребците седят на банка (пейка) и при гребането стават, правят две три-крачки напред, носейки греблото, така че перото му да се движи над водата. След това потапят перото във водата и с усилие го теглят назад – през този период греблото придава движеща сила на кораба. За да се достигне добра мощност, всички гребла трябва да се потапят едновременно и да се движат синхронно. Това се подпомага от тъпан, който задава ритъма. По средата на кораба има дъсчена пътека, по която крачи надзирателят на гребците, размахвайки бич.
Гребането е изключително тежък труд и затова гребците работят принудително. В ранните средни векове те са роби, а в по-късните – затворници. При качването на гребците на кораба те биват заключвани и не могат да се спасят, ако корабът потъне. Цялата грижа към тях се състои в гарантираната дажба от хляб, месо и вино.
Мореходните качества на галерата са определен напредък в исторически план и тя се справя в условия, за които предишните, напр. древногръцките кораби, не са пригодни. От значение са и размерите ѝ – галерата е голям кораб и носи много войници. Имало и малък брой галери с по-голяма ширина, които поемали повече товар или пътници, така че да се използват и за мирни цели. Все пак скоростта на галерата при движение с гребла не е особено висока. Точни измервания в Средновековието не са били възможни и в съхранените документи има само относителни оценки – бавно, бързо и по-бързо. През 20 век са направени малобройни експерименти, от които специалистите заключават, че галерата е по-бавна от древногръцката трирема, вероятно поради по-тежкия си корпус. При тихо море галерата може да се движи дълго време – до 10 часа – със скорост два-три възела. Максималната скорост се оценява на седем възела, но тя бързо изчерпвала силите на гребците. С добри гребци такава скорост може да се поддържа 20 – 30 минути. При вълнение гребането е трудно и галерата трябва да се прибере в защитено пристанище.
Ветроходното стъкмяване на галерата е просто, на всяка мачта се носи само едно ветрило от латински тип. Ветрилото е триъгълно и закрепено на дълъг прът – шпринт. Шпринтът се вдига по мачтата с въже, като в работно положение единият му край е значително по-високо от другия. Такова стъкмяване позволява ветрилото да се управлява лесно, а високият му край работи добре при слаб вятър. От друга страна такова ветрило може да се използва само при вятър откъм кърмовия сектор. Мачтите са ниски и площта на ветрилата е малка. Смята се, че галерите са можели при подходящ вятър да достигат седем-осем възела.

### Въоръжение
Основното оръжие на галерата първоначално е таранът, който тя наследява от гръцките бойни кораби. Таранът е дълго острие в подводната част на носа, представляващо здрава греда с бронзов връх. Тази греда е продължение на кила и може да понесе голямо натоварване. На някои галери таранът бил повдигнат, т.е. намирал се над водата. За бойното използване на тарана трябва да се направи умела маневра с целия кораб, така че таранът да удари греблата и борда на противниковия кораб. Един добър таранен удар нанася непоправими повреди на противниковия кораб и го лишава от подвижност. Но боят трябва да се довърши с ръкопашна схватка. За целта биещите се кораби се приближават плътно и от нападащия кораб група войници скача на палубата на другия кораб. За прекачването им някои галери разполагат със специален абордажен мостик. Основните оръжия в този така наречен абордажен бой са мечът и сабята, а по-късно – мускетът.
През 14. век корабите получават ново оръжие – оръдия, които скоро стават основа на тяхната бойна мощ. Първоначално на галерата има по едно оръдие, което стреля само на разстояние 100 – 300 m и не е много ефективно. По-късно типичното въоръжение става комбинация между едно голямо (до 50-фунтово) и няколко малки дългоцевни оръдия, наречени кулеврини. По-голямата част от оръдията са съсредоточени на носа. Най-ефективна се оказва едновременната стрелба срещу намиращите се на палубата моряци. Показателен е случаят, при който един командир на галера изчакал да се сближи на минимално разстояние и тогава произвел едновременен залп от всичките си оръдия, което предизвикало 40 жертви на противника и довело до победата в боя. Така галерата се превръща в артилерийски кораб. До края на използването на галерите оръдията са гладкоцевни и стрелбата се води бавно, което се отразява на тактиката на боя.
- Гребци на галерата „Реал“, фрагмент от реконструкцията ѝ
- Кърмовият салон на реконструираната галера „Реал“
- Макет на носовата част на шведска галера от 1715 г., поглед откъм носа. Характерен е необичайно големият брой оръдия.

## Галерата „Буцентавър“
Венецианските галери се славят не само със здравина, но и с изящно оформление. По цялата дължина на борда им има цветни рисунки, а на носа и кърмата – дървени скулптури, лакирани или боядисани. Всички архитектурни елементи са оформени с мисъл за красота и ансамбъл.
Кърмовата надстройка, която обитават капитанът и няколко офицери, е един плаващ дворец. Изградена е от най-доброкачествен дървен материал и има множество прозорци. Отвътре е доукрасена с кадифе и коприна. Поставени са украшения, покрити с позлата. На масата се сервира вкусна храна, разлива се скъпо вино в кристални чаши. Обядът се придружава от музиката на малък оркестър.
Най-прочутата венецианска галера е „Буцентавър“ (на италиански: Bucintoro). Тя е представителен кораб на дожа на Венеция. Всъщност има четири такива галери, като първата е построена през 1311 г., а последната – през 1727 г. Изработени са в градската корабостроителница „Арсенал“. Именно последната галера в най-голяма степен предава посланието за мощта и богатството на републиката. Дължината ѝ е 35 m, греблата са 42 и на тях работят 168 гребци, облечени в пъстри униформи. Носовата и кърмовите скулптори са дело на най-прочутите майстори на епохата и са позлатени. Надстройката е оформена като салон за 90 души. В задната част на салона има трон за дожа. На носа се извисява позлатена скулптора на богинята на справедливостта с меч в ръката. По цялата дължина на борда има позлатени дървени фигури и орнаменти. За подсилване на ефекта пред гражданите, корабът бил допълнително украсяван с огромни флагове, а униформите на офицерите и дожите били със смайваща пъстрота.
Конструкцията на кораба е доста необичайна. Таранът и носовата мачта са по-скоро декоративни, отколкото полезни. Забележителен е и снемаемият покрив на средната част, почти на цялата палуба. Местата на гребците са на долната палуба. Надводният борд е изключително висок – 8 m.
„Буцентавър“ играел важна роля в ежегодната церемония за празника на Венеция на Великден. Градските първенци се качвали на борда и галерата излизала по средата на залива. Там дожът хвърлял в морските води осветен златен пръстен, при което извиквал: „Венчаваме се за теб, море!“. Така републиката демонстрирала своята връзка с морето и стремежа си да бъде негова владетелка.
Германският поет Гьоте е свидетел на такова тържество през 1786 г. и описва кораба като прекрасен и грандиозен, но отбелязва критично неговата претрупаност, добавяйки, че предишният е по-красив. Прочутата галера е увековечена в платната на няколко известни художници. Критичният поглед долавя, че те често я представят по-внушителна, отколкото може да бъде един 35-метров кораб.
Бойните качества на Буцентавър не са поставяни на сериозни изпитания, но здравината ѝ била несъмнена. През 1797 г. Венеция е превзета от войските на Наполеон, а на следващата година императорът разпорежда да се снемат ценностите от галерата и тя да бъде поставена на котва в залива като плаваща батарея. Френските войници разбиват скулптурите и ги запалват на брега, за да извлекат златото от покритието им. Златото и другите ценни предмети са пренесени във Франция с 400 мулета. По-късно галерата е прибрана и превърната в затвор. Окончателното ѝ разрушаване става през 1824 г.
За „Буцентавър“ се разказват легенди, които се концентрират върху неимоверното богатство на борда му. В началото на 21. век група венециански патриоти създават фондация, която си поставя задача да построи отново прочутата галера. Средната секция от набора е изложена за няколко месеца на централния площад, за да представи замисъла. Президентът на Франция Никола Саркози обявява, че ще направи парична вноска, за да компенсира нанесените от Наполеоновите войници щети.
- Модел на „Буцентавър“. Показан е бордът. Подвижният покрив е повдигнат.
- Кърмата на прочутата галера
- Носовата част на „Буцентавър“

## Галерите в музеите
Галерите са представени много добре в редица морски музеи в Европа. Преобладават макети, рисунки и чертежи. Фрагменти от конструкцията са показани в музеите в Италия (особено Венеция), Швеция и Русия.
В Средиземно море са открити останки от няколко потънали галери, но нито една от тях не може да бъде възстановена и показана. Край бреговете на Алжир е намерен и обследван един римски кораб, който погрешно е наречен галера (галерата „Махдия“, която дължи известността си на намерените в нея древногръцки статуи).
Единствената запазена оригинална галера е султанската галера на Мехмед IV (1648 – 1687 г.), която се намира във военноморския музей в Истанбул. Тя продължава службата си и след смъртта на този султан, като окончателно е извадена от строя през 1839 г. Галерата е дълга 37 m, има ширина 5,7 m, газене два метра и тегло 140 тона. Съоръжена е с 48 гребла, на които са работели 144 гребци.
В морския музея на Барселона е показана реконструкция на галерата „Реал“, която е флагмански кораб на испанския крал Хуан Австрийски, главнокомандващ обединения християнски флот при Лепанто през 1571 г. Това е най-голямата известна галера. Тя има дължина 60 m и празна тежи 239 тона. На нея има 290 гребци и 400 моряци и войници.